# Parancistrocerus malayanus
Parancistrocerus malayanus är en stekelart som beskrevs av Giordani Soika 1995. Parancistrocerus malayanus ingår i släktet Parancistrocerus och familjen Eumenidae. Inga underarter finns listade i Catalogue of Life.